# Jure Galić Veliki
Jure Galić zvani Veliki (Bijača, Ljubuški, 1912. – selo Perići, 18. siječnja 1943.), hrvatski narodni heroj u pokretu otpora, dužnosnik radničkog pokreta, lokalni partizanski dužnosnik

## Životopis
Rodio se je 1912. godine u obitelji oca Marjana. Poslije osnovne škole otišao izučiti tapetarski obrt u Vukovar te poslije u Beograd. Ondje se uključio u radnički pokret vrlo brzo po dolasku. Sudjelovao u štrajkovima i demonstracijama.
Nakon boravka u tom gradu vratio se u Metković. Ondje se povezao s komunistima i "naprednim" (u komunističkom nazivlju) radnicima, na koja je prenio stečena iskustva. Širio je marksističku ideologiju i organizirao lučke radnike. U Metkoviću je uskoro postao rukovodilac sindikata i ogranka Komunističke partije (član KPJ od 1939.), a lipnja 1938. godine uspješno je organizirao veliki štrajk lučkih radnika u gradu. U drugom štrajku, koji je organizirao kolovoza iste godine, priključili su se radnici na izgradnji pruge Metković — Ploče i trajao je 12 dana. Te su ga djelatnosti dovele to višestrukog uhićivanja i policijskog progona.
Izbijanjem Travanjskog rata mobiliziran je. Bio je u Slavonskom Brodu kad je Kraljevina Jugoslavija kapitulirala. Odmah se zaputio u Zagreb i povezao s rukovodstvom Partije i svjetovao članstvo o daljnjim postupcima. Dobio je direktive o vratio se u rodni kraj. U Metković u okolici je pribavljao oružje i vojnu opremu. Pripremao je ustanak. Upustio se u propagandu protiv NDH, a prikazivao je vodstvo HSS da se stavilo u službu ustaša. Štitio je Srbe i "napredne" (u komunističkom nazivlju) Hrvate koje su ustaške vlasti uhićivale i ubijale. Lipnja 1941. ustaše su ga uhitile, odvezle u Ljubuški. Iako mučen, ništa nije priznao. Nakon četiri mjeseca pustili su ga iz zatvora, a on je nastavio pripremati ustanak. Sljedećeg mjeseca, studenoga, ujedinio je rad partizanskih skupina iz Kule, Metkovića, Opuzena, Slivna i drugih mjesta. Zatim je prešao na konkretne čine. Organizirao je diverzije u dolini Neretve i oko Metkovića. Početkom 1942. godine povezao se je s komunistima Baćine i Gradca.
Oformljena je nova Neretvanska partizanska četa kojoj je prvi zapovjednik 15. travnja postao Jure Galić. Izveli su više akcija u Neretvanskoj dolini. Najuspješniju su ostvarili 6. svibnja kod Baćine, kad su napravili uspješnu zasjedu talijanskoj koloni u pratnji četiri tenka. Ubili su trojicu neprijateljskih vojnika, 18 zarobili, jedan tenk uništili i zaplijenili 21 pušku i 50 ručnih bomba te velike količine streljiva.
Obnašao i upravne dužnosti u pokretu otpora. Početkom lipnja 1942. godine održalo se vojno-političko vijećanje na Vještica gori (Dinara). Galić je sudjelovao kao delegat južne Dalmacije. Na tom skupu odlučeno je spojiti Biokovsku i Neretvansku četu i od njih napraviti Biokovski bataljun "Josip Jurčević", kojem će zamjenik zapovjednika biti Jure Galić. Vatreno krštenje uslijedilo je brzo talijanskom ofenzivom na Biokovu, koju su napali s oko 4.000 vojnika. Višednevne borbe bile su se u drugoj polovici kolovoza, a Galić je spretno vodio postrojbu i hrabro ratovao.
Nova dužnost došla mu je u rujnu. 6. rujna osnovana je 1. dalmatinska brigada NOVH, čijeg je 3. bataljuna Galić postao zapovjednik. Istakao se u borbama, osobito kod Aržana, Lovreća i Studenaca. Sljedećeg mjeseca njegov je bataljun žestoko bojevao kod Ciste i Šestanovca te razbio talijansku kolonu od više kamiona i 10 tenkova, pri čemu su talijanske snage ostale s 32 mrtva i više ranjenih vojnika, jednim uništenim tenkom i uništenih nekoliko kamiona. Kad je bio napad na Tomislavgrad, ozljedio se. Zbog slomljene ruke morao je u bolnicu. Kad je ozdravio, poslan je prosinca iste godine na Biokovo radi pripremanja formiranja 4. dalmatinske (Biokovske) brigade. Poslan je po odluci štaba 4. operativne zone. Brigada je formirana 7. siječnja 1943. godine, a Galić je postao zapovjednik 1. udarnog bataljuna. S postrojbom se zaputio ka Imotskom radi čišćenja sela od ustaša te stvaranja povoljnih uvjeta za razvoj ustanka u Imotskoj krajini. Borbe su trajale više dana i od snaga NDH zauzeli su gotovo svu Imotsku krajinu. Istakao se u borbama za Slivno. Među suborcima je bio velika ugleda.
Predložen je za delegata Prve konferencije NOO Dalmacije. Konferencija se trebala održati koncem siječnja u Livnu, no polovicom siječnja 1943., poginuo je. Jurišajući na čelu svog bataljuna 18. siječnja u borbama kod sela Perića, izgubio je život.
Dana 5. srpnja 1951. proglašen je za narodnog heroja.